# Cénit (revista)
CÉNIT fue una revista cultural escrita en castellano y editada en la ciudad francesa de Toulouse entre 1951 y 1995, exponente en dicha ciudad de la labor del exilio anarquista español, que floreció tras la liberación de Francia.
Deudora de la publicación valenciana Estudios, dentro del comité de redacción se encontraron nombres como los de Vicente Galindo Cortés, José Peirats, Juan Ferrer, Federica Montseny, José Borrás Cascarosa, Miguel Celma Martín, Ramón Liarte Viu y José Muñoz Congost. Fue editada por el Secretariado internacional de la CNT en el exilio. Además de publicarse textos antiguos de autores consagrados, aportaron colaboraciones en la revista autores como Felipe Alaiz, Eugen Relgis, Campio Carpio, Ángel Samblancat, Mariano Viñuales Tierz, Germinal Esgleas o Renée Lamberet, entre otros muchos.